# Tumba gymnasium
Tumba gymnasium är en kommunal gymnasieskola i Tumba, Botkyrka kommun. Gymnasiet ligger omedelbart norr om Tumba station och finns samlokaliserat med Xenter, med bl.a. yrkeshögskoleutbildningar relaterat till media, och Botkyrka kulturskola.
Gymnasiet öppnade 1974. Plåtfasadernas röda färg var mycket djärv och modern vid denna tid. Detta var Botkyrka kommuns första gymnasieskola och också en av Sveriges första skolbyggnader designad för att ha både teoretiska och praktiska linjer i samma byggnad. Skolan var också en av de första i Sverige att få en egen dator, 1978. Den var kopplad till 16 användare. Under mitten av 90-talet var det en period av nedgång på skolan. Många elever hoppade av på grund av brist på lärare.